# Лёкат (озеро)
Лёка́т (Сальс, Этан-де-Льёкат; фр. Leucate, Salses) — лагунное озеро западного побережья Лионского залива на юге Франции.
Располагается на границе департаментов Од и Восточные Пиренеи между городами Перпиньян и Нарбон. Отделено от моря песчаной косой с тремя постоянными протоками. Вытянуто в меридиональном направлении. На северном берегу находится одноимённый населённый пункт. Площадь — 54 км². Солёность воды около 30 г/л, кислотность — 8—8,5 pH.
На озере развит туризм, рыбная ловля, действуют устричные фермы.
Водно-болотные угодья озера подпадают под действие Рамсарской конвенции.